# دادین
دادین (به آلمانی: Daaden) یک شهر در آلمان است که در راینلاند-فالتس واقع شده‌است.

## خصوصیات
دادین ۴٬۴۲۹ نفر جمعیت دارد.